# Wang Meng (patinage de vitesse sur piste courte)
Pour les articles homonymes, voir Wang Meng et Wang (patronyme).
Dans ce nom chinois, le nom de famille, Wang, précède le nom personnel.
Wang Meng (chinois : 王濛 ; pinyin : Wáng Méng), née le 10 avril 1985 à Qitaihe, est une patineuse de patinage de vitesse sur piste courte chinoise.
Elle a remporté six médailles aux Jeux olympiques d'hiver dont quatre médailles d'or, faisant d'elle la sportive chinoise la plus médaillée aux JO d'hiver.
La fédération chinoise l'exclue des mondiaux 2007 pour avoir ouvertement critiqué son entraineur.
Wang ne pourra également pas défendre ses chances aux Jeux olympiques d'hiver de 2014, s'étant fracturée la cheville quelques semaines avant le début de la compétition.

## Palmarès

### Jeux olympiques
| Épreuve / Édition | Turin 2006                          | Vancouver 2010                 |
| 500 m             | Médaille d'or, Jeux olympiques      | Médaille d'or, Jeux olympiques |
| 1 000 m           | Médaille d'argent, Jeux olympiques  | Médaille d'or, Jeux olympiques |
| 1 500 m           | Médaille de bronze, Jeux olympiques |                                |
| Relais 3 000 m    |                                     | Médaille d'or, Jeux olympiques |

Légende :  : médaille d'or, première place
 : médaille d'argent, deuxième place
 : médaille de bronze, troisième place

### Championnats du monde
- Warsaw 2003 : 
  -  Médaille d'or du relais 3 000 m
- Göteborg 2004 : 
  -  Médaille d'or du 500 m
  -  Médaille d'argent du classement général
  -  Médaille d'argent du 1 500 m
  -  Médaille d'argent du relais 3 000 m
- Pékin 2005 : 
  -  Médaille d'argent du 500 m
  -  Médaille d'argent du relais 3 000 m
  -  Médaille de bronze du 1 000 m
  -  Médaille de bronze du 1 500 m
- Minneapolis 2006 : 
  -  Médaille d'or du relais 3 000 m
  -  Médaille d'argent du classement général
  -  Médaille d'argent du 1 000 m
  -  Médaille d'argent du 1 500 m
  -  Médaille d'argent du 3 000 m
- Gangneung 2008 : 
  -  Médaille d'or du classement général
  -  Médaille d'or du 500 m
  -  Médaille d'or du 1 000 m
  -  Médaille d'or du 1 500 m
  -  Médaille de bronze du relais 3 000 m
- Vienne 2009 : 
  -  Médaille d'or du classement général
  -  Médaille d'or du 500 m
  -  Médaille d'or du 1 000 m
  -  Médaille d'or du relais 3 000 m
- Sofia 2010 : 
  -  Médaille d'or du 500 m
  -  Médaille d'or du 1 000 m
  -  Médaille d'argent du classement général
- Debrecen 2013 : 
  -  Médaille d'or du classement général
  -  Médaille d'or du 500 m
  -  Médaille d'or du 1 000 m
  -  Médaille d'or du relais 3 000 m

## Coupe du monde
- Vainqueur de la Coupe du monde du 500 m : en 2005, 2006, 2007, 2008, 2009, 2010, 2013, 2014.
- Vainqueur de la Coupe du monde du 1 000 m : en 2006, 2009, 2010.